# 紅鬍子
《紅鬍子》（日语：赤ひげ、あかひげ）乃日本著名電影導演黑澤明根據小說家山本周五郎長篇小說《紅鬍子診療譚》改編拍攝。雖然男主角三船敏郎因本片拿下1965年度威尼斯影展最佳男主角獎，可惜自此不再與黑澤明合作。

## 劇情提要
新出去定是一位面惡心善的醫生，因一嘴紅色的洛腮鬍而被稱為「紅鬍子」，他經營的小石川醫療所總是對窮苦人家開放義診。某日保本來到醫療所，本來他只是聽天野醫生的建議過來看看環境，詎料被紅鬍子強行留下以接替欲離開的津川。保本發現自己的行李也被運來了，且紅鬍子要他交出在長崎醫療所學習的筆記，更引發了其不悅。
保本故意跑進隔壁禁止入內的獨戶病房，想藉此觸犯規定而離開，想不到卻引來病房內「螳螂女」的精神病患攻擊。當他命在旦夕時，幸好紅鬍子趕回搭救。在此期間保本前女友千草的妹妹正枝一直來探望他，但保本怨恨千草在離鄉背井學醫時結交了其他男人，故不願意見她，使得正枝總是失望而歸。
紅鬍子交代保本照顧臨終的病人六助，但他卻嚇得逃出門外；為女病患縫合傷口時，保本竟然見血而昏倒了。保本再照顧一名喚佐八的病患，雖然病危卻因平常樂於助人，引來很多人關心。而佐八剩最後一口氣時，屋外竟然山崩，露出一具女人的骨骸，佐八這才說出其往事。多年前佐八認識了奈佳，兩人如漆似膠，但佐八屢屢想見她的家人卻遭到拒絕。某日發生大地震，佐八急忙趕回家，在瓦礫堆中卻遍尋不著奈佳的屍體，她從此就失蹤了。二年後佐八在淺草觀音寺與揹著嬰兒的奈佳不期而遇，她才痛苦說出原委：原來在認識佐八之前，她就已與其他男人訂親，趁大地震時逃離佐八回到原來的男人身邊。佐八回家後借酒澆愁，但奈佳回來找他，並自殺在他懷中，所以傷心的佐八將她埋在自己房子旁，話一說完佐八就去世了。
保本與紅鬍子為領主診療，原來領主生活過得太安逸，得了「奢侈病」；接著紅鬍子在妓院內擊退圍事的地痞流氓，救回12歲的阿豐。在保本細心照料下，孤僻沉默的阿豐慢慢融入醫療所的生活，也開始懂得救助家貧如洗於是常到醫療所偷東西吃的7歲男孩長次。後者的父母為求解脫，以老鼠藥毒死三個小孩，幸好長次吃得最少而獲救。
保本最後選擇原諒千草，並娶其胞妹正枝為妻，同時也放棄了當藩主御醫的願望，情願留在小石川醫療所繼續和紅鬍子一起懸壺濟世。

## 演員
「」內為章節名稱。
- 「小石川醫療所」
  - 新出去定（紅鬍子）：三船敏郎
  - 保本登：加山雄三
  - 森半太夫：土屋嘉男
  - 津川玄三：江原達怡
  - 阿德（幫傭婦人）：七尾伶子
  - 阿竹（幫傭婦人）：三戶部須惠
  - 阿福（幫傭婦人）：野村昭子
  - 阿勝（幫傭婦人）：辻伊万里
  - 竹造（小孩）：小川安三
- 「狂女」
  - 狂女：香川京子
  - 阿杉（女侍）：團令子（日语：団令子）
  - 利兵衛（狂女之父）：柳永二郎
- 「六助」
  - 六助：藤原釜足（日语：藤原釜足）
  - 阿國：根岸明美（日语：根岸明美）
- 「佐八」
  - 佐八：山崎努
  - 奈加：桑野美雪（日语：桑野みゆき）
  - 五平次（獾長屋管理者）：東野英治郎（日语：東野英治郎）
  - 阿琴（五平次之妻）：中村美代子
  - 平吉（獾長屋住客）：三井弘次
  - 獾長屋住客：澤村生雄、佐田豐、小林十九二、本間文子、出雲八重子、宮田芳子、堤康久
  - 小石川養生所之住院患者：左卜全、渡邊篤、池田生二、宇野晃司、鈴木和夫
- 「阿豐」
  - 阿豐：二木輝美
  - 阿金（妓院櫻屋之老鴇）：杉村春子
  - 妓院鶴屋之老鴇：荒木道子
  - 地痞流氓：常田富士男、大木正司、廣瀨正一、田中浩、久世龍
- 「長次」
  - 長次：頭師佳孝（日语：頭師佳孝）
  - 長次之父：大久保正信
  - 長次之母：菅井金
- 「正枝」
  - 正枝：内藤洋子（日语：内藤洋子 (女優)）
  - 千草（正枝胞姊、登之未婚妻）：藤山陽子（日语：藤山陽子）
  - 天野源伯（正枝之父）：三津田健
  - 正枝之母：風見章子
  - 登之父：笠智衆
  - 登之母：田中絹代
- 其他
  - 抱著嬰孩的母親：富田惠子
  - 松平壹岐：千葉信男
  - 松平家家老：西村晃
  - 和泉屋德兵衛：志村喬

## 拍攝製作人員
- 監製：根津博
- 製作：田中友幸、菊島隆三（日语：菊島隆三）
- 導演：黑澤明
- 原著：山本周五郎《紅鬍子診療譚（日语：赤ひげ診療譚）》
- 劇本：黑澤明、井手雅人、小國英雄、菊島隆三
- 攝影：中井朝一、齋藤孝雄
- 美術：村木與四郎
- 錄音：渡會伸
- 燈光：森弘充
- 音樂：佐藤勝
- 音效：下永尚
- 助理導演：森谷司郎
- 沖片：砧實驗室（（日語）キヌタ･ラボラトリー）

## 得獎紀錄
- 義大利威尼斯影展最佳男主角獎：三船敏郎。
- 日本藍絲帶獎最佳影片獎。
- 日本每日電影獎日本電影大獎。
- 日本電影旬報十佳獎最佳日本影片。

## 黑澤明與三船敏郎關係的決裂
黑澤明一生拍過的30部電影中，其中有16部由三船敏郎擔綱演出。尤其《紅鬍子》一片讓後者奪得威尼斯影展最佳男主角獎，進而一躍成為國際巨星。但是自本片後兩人未再繼續攜手合作，成為日本電影史上一大懸案。每逢記者提及此類問題，黑澤總是面帶微笑給予同樣的回覆：「其實我和三船君並未鬧僵，只不過能與三船君一同做的工作都已完成。也就是說，已經無事可做了。」。
跟著黑澤身邊擔任助理長達50年的野上照代，曾在《等雲到：與黑澤明導演在一起的美好時光》一書中透露，黑澤的御用編劇小國英雄曾對黑澤表示三船對《紅鬍子》中的角色演得不夠入木三分。事實上後來黑澤便有意地疏遠三船，1967年至1969年間因留學美國的製片人青柳哲郎與電影公司溝通不良，黑澤被迫中止《暴走列車》的拍攝計劃；1970年上映的《電車狂》因票房失利，導致翌年他企圖自殺未果。

## 內部連結
- 山本周五郎

## 外部連結
- 互联网电影数据库（IMDb）上《紅鬍子》的资料（英文）